# Трести радянські
Трести радянські — об'єднання підприємств націоналізованої промисловості за галузевою або галузево-територіальною ознакою, які з'явилися при переході від «главкізму» до нової економічної політики. Т.р. не були схожі на однойменний різновид капіталістичної монополії, в якій підприємства втрачали комерційну й виробничу самостійність, але запозичена в неї назва (від англ. trust — довіра) вказувала на одну спільну рису — об'єднання підприємств під єдиним управлінням.
Створення Т.р. як галузевих або галузево-територіальних об'єднань почалося за рішенням 8-го Всеросійського з'їзду рад (грудень 1920). Січневий (1921) пленум ЦК КП(б)У зобов'язав ради нар. госп-ва (див. Раднаргоспи) скласти списки підпр-в, котрі підлягали трестуванню, і передати їх на затвердження ВУЦВК. Трестування розглядалося як спосіб полегшити главкам управління вир-вом. Але в липні 1921 В.Ленін визнав одним з осн. недоліків в управлінні пром-стю відсутність господарюючого суб'єкта і висловився за надання підпр-вам самостійності у вироб. діяльності з тим, щоб вони могли порівнювати свої доходи з витратами й домагатися вироблення додаткового продукту. Переведення пром-сті на госпрозрахунок почалося після видання наказу РНК РСФРР від 9 серпня «Про проведення в життя основ нової економічної політики» і прийняття постанови Ради праці і оборони від 12 серпня 1921 «Основні положення про заходи по відбудові важкої промисловості і піднесенню та розвитку виробництва».
Організований у серпні 1921 трест «Південсталь» об'єднував, крім металургійних підпр-в, рудники, шахти і коксові з-ди. Утворений у жовтні «Київшкіртрест» складався з 10-ти з-дів, розташов. у 4-х губерніях. У грудні 1921 почав працювати Укр. борошномельний трест «Укрмут». Протягом 1922 з'явилися «Хімвугілля», «Південнорудний трест», «Південно машинобудівний трест», «Цукротрест», «Укртекстильтрест», «Електротрест» та ін. Концентрація і спеціалізація підпр-в значно підвищили використання вироб. потужностей у переважній більшості трестів. У відсотках до передвоєнного рівня воно підвищилося за рік по Хімвугіллю з 20 до 41 %, Південнорудному тресту — із 7 до 13 %, Цукротресту — із 7 до 27 %, Київшкіртресту — із 50 до 80 %.
1922 працювали дві партійно-урядові комісії по трестах: під кер-вом Л.Каменєва (юрид. проблеми) і В.Куйбишева (кадрові проблеми). Перша з них розробила декрет про трести, затверджений РНК СРСР 10 квітня 1923. У вступній частині декрет проголошував автономію трестів у питаннях поточної діяльності, але в наступних параграфах зобов'язував Всесоюзну раду народного господарства (і відповідно Українську раду народного господарства) розглядати й затверджувати вироб. плани і наглядати за «правильним» ходом справ. Негоспрозрахункові управлінські ланки від імені д-ви як власника засобів вир-ва приймали рішення, що впливали на результати вироб. процесу, але не несли матеріальної відповідальності за можливі збитки й не одержували нічого від можливого прибутку. Розповідаючи на XII з'їзді РКП(б) про роботу трестівських комісій, Г.Зінов'єв повідомив: ЦК РКП(б) категорично відкинув спробу, що виходила з позапарт. кіл, закріпити у власність за трестами ті засоби вир-ва, які в них були. «Наша точка зору, — пояснював Г.Зінов'єв, — що трести є не що інше, як державні установи, які перебувають цілком під контролем держави».
Підпр-ва, що входили до складу Т.р., не мали прав юрид. особи, не розраховували власних витрат і не знали, який вплив вони здійснювали на екон. і фінансові показники свого тресту. Виступаючи з політ. звітом ЦК КП(б)У на 8-й Всеукр. партконференції (квітень 1923), Х.Раковський заявив: «Політика непу спинилась коло воріт трестів, а в трестах у повному розумінні проводиться далі стара главкістська політика: наші окремі заводи, майстерні і т. д. зовсім не поставлено на госпрозрахунок». Конференція прийняла нібито радикальне рішення з цього питання: «різко змінити господарські відносини між трестами і підприємствами шляхом встановлення балансової і оперативної самостійності останніх». Одночасно в резолюції визначалося необхідним зберегти систему трестів, «спроможних вчинити значно більший опір стихії непу, ніж окремі підприємства». Госпрозрахунок підприємств усередині Т.р. не вийшов зі стадії локальних експериментів.
23 червня 1927 ЦВК і РНК СРСР схвалили «Положення про державні промислові трести», в якому містився розділ «Управління виробничими підприємствами, що входять до складу тресту». Підпр-ву надавалося право працювати на госпрозрахунку, але прерогативи тресту не зменшувалися, внаслідок чого це право ставало примарним. Декларований госпрозрахунок підпр-в залишився на папері й тому, що почалося згортання непу. Постановою ЦК ВКП(б) від 5 грудня 1929 «Про реорганізацію управління промисловістю» Т.р. були ліквідовані як госпрозрахункові підприємства.